# تپه برج حبیب‌خان
تپه برج حبیب خان مربوط به سده‌های میانه دوران‌های تاریخی پس از اسلام است و بخش مرکزی شهرستان اراک، در دهستان مشهد میقان در روستای حرآباد واقع شده؛ این اثر در تاریخ ۱۸ اسفند ۱۳۸۷ با شمارهٔ ۲۵۰۳۸ به‌عنوان یکی از آثار ملی ایران به ثبت رسیده است.